# Rožanče
Rožanče je naselje v Občini Bloke.